# 维管束

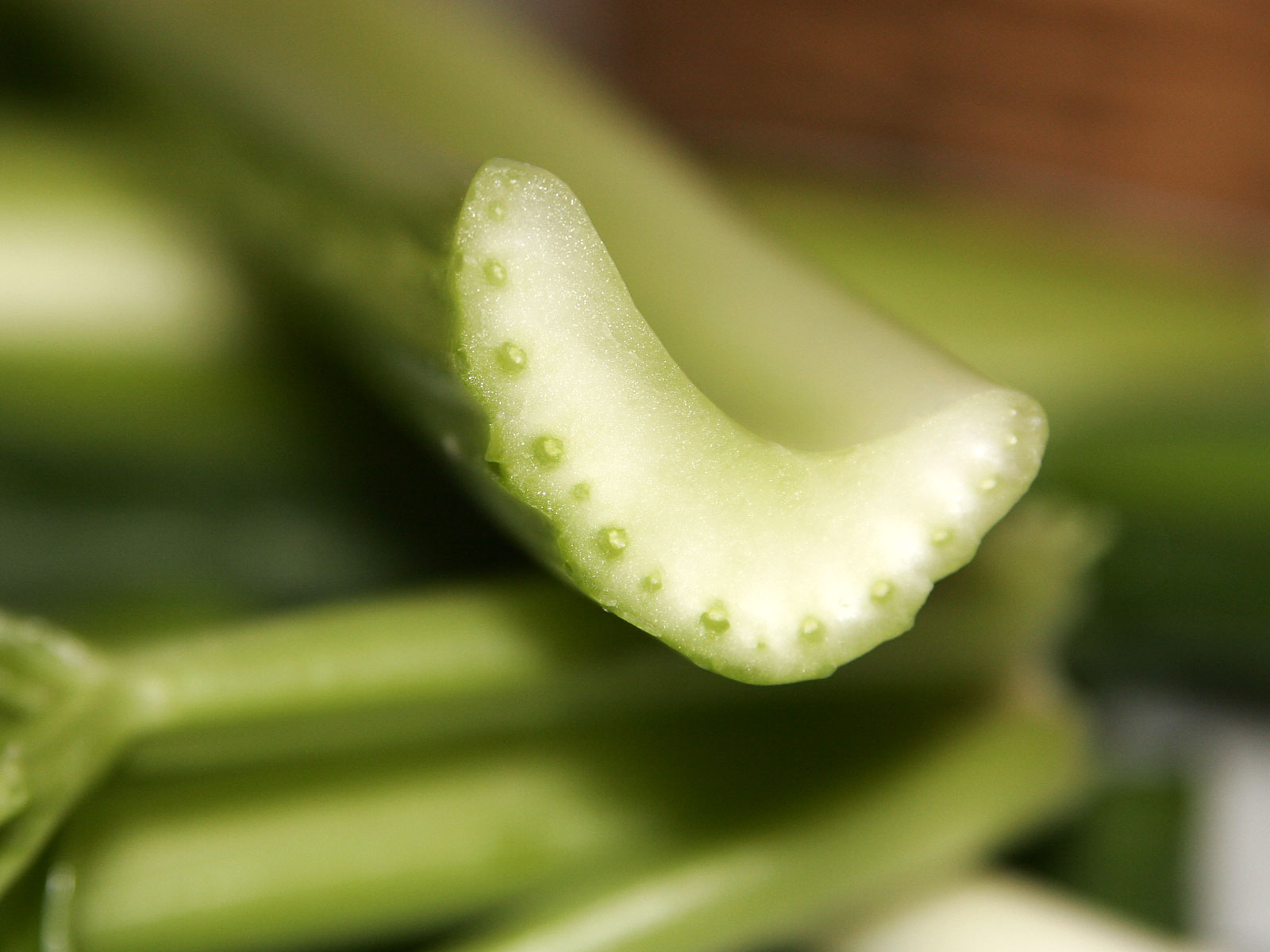
芹菜莖的横截面，可見維管束，其中包括韌皮部和木質部。

维管束是指维管植物（包括蕨类植物、裸子植物和被子植物）的维管组织，由木质部和韧皮部成束状排列形成的结构。维管束多存在于茎（草本植物和木本植物幼体）、叶（叶中的维管束又称为叶脉）、根等器官中。维管束相互连接构成维管系统，主要功能是为植物体输导水分、无机盐和有机养料等，也有支持植物体的作用。

## 类型
维管束根据木质部和韧皮部的排列方式可以被分为三大类：
- 外韧型：韧皮部位于木质部的外侧。
- 双韧型：维管束内外周均为韧皮部（内生韧皮部和外生韧皮部）。如南瓜的茎。
- 同心型：由一种维管组织包着另一种维管组织。又可细分为两类：
  - 周木型：木质部在外周，成圈状包围里面的韧皮部。
  - 周韧型：韧皮部在外周，成圈状包围里面的木質部。

此外，根据能否继续发育，还可以将维管束分为有限维管束和无限维管束两类：
- 有限维管束：不具有形成层，不能发育出新的木质部和韧皮部。蕨类植物和单子叶植物的维管束多属于此类。
- 无限维管束：在木质部和韧皮部之间有形成层，可以产生新的木质部和韧皮部。这类维管束可以使植物的枝干不断加粗。一般存在于裸子植物和双子叶植物中。

由許多上下排的細胞所構成，並貫穿植物的根莖葉

## 叶脉
在叶中，维管束又被称为叶脉。叶脉通常位于叶肉的海绵组织中，其木质部朝向叶的正面，而韧皮部则朝向叶的背面。由于韧皮部在植物中是用于传输糖分等营养物质的，所以经常可以发现蚜虫多聚集于叶子的背面而非正面。植物的葉脈通常有平行脈和網狀脈兩種形式。